# Conceição do Mato Dentro (kommun)
Conceição do Mato Dentro är en kommun i Brasilien.   Den ligger i delstaten Minas Gerais, i den sydöstra delen av landet, 600 km sydost om huvudstaden Brasília. Antalet invånare är 17 914.
Följande samhällen finns i Conceição do Mato Dentro:
- Conceição do Mato Dentro

Omgivningarna runt Conceição do Mato Dentro är huvudsakligen savann. Runt Conceição do Mato Dentro är det glesbefolkat, med 8 invånare per kvadratkilometer.